# Michael Trubshawe
Michael Trubshawe est un acteur britannique né le 7 décembre 1905 à Chichester en Angleterre et décédé le 21 mars 1985 dans le Sussex de l'Ouest.

## Filmographie

### Cinéma
- 1950 : Trois des chars d'assaut : Major Bushey
- 1950 : Le Démon de la danse : Colonel
- 1951 : Mon phoque et elles : Sir Frederick
- 1951 : Le Major galopant : Nosey Parker
- 1951 : De l'or en barres : l’ambassadeur britannique
- 1951 : La Boîte magique : le baby-sitter
- 1951 : Encore
- 1952 : Trois Dames et un as : l'officier de la Yeomanry
- 1952 : Du cognac pour Monsieur le Vicaire : Redworth
- 1952 : Something Money Can't Buy : Willy
- 1952 : Meet Me Tonight : Lord Chapsworth
- 1953 : Tortillard pour Titfield : Ruddock
- 1954 : Casaque arc-en-ciel : Gresham
- 1954 : Orders Are Orders : A.D.C.
- 1955 : You Lucky People : Lieutenant Colonel Barkstone-Gadsby
- 1956 : Ce sacré z'héros : Colonel Fanshawe
- 1956 : À vingt-trois pas du mystère : le client du magasin en photo
- 1956 : Le Tour du monde en quatre-vingts jours : l'homme pariant au Lloyd
- 1957 : L'Étranger amoureux : le deuxième propriétaire terrien
- 1957 : Toubib en liberté : Colonel Graves
- 1957 : Quand se lève la lune : Colonel Charles Frobisher
- 1958 : Inspecteur de service : Sergent Golightly
- 1958 : L'Affaire Dreyfus : l'éditeur anglais
- 1958 : L'habit fait le moine : Ivan
- 1960 : Scent of Mystery : l'aviateur anglais
- 1961 : Les Canons de Navarone : Weaver
- 1961 : Le Meilleur Ennemi : Colonel Brownhow
- 1962 : Opération Snatch : Colonel Marston
- 1962 : Reach for Glory : Major Burton
- 1963 : La Souris sur la Lune : l'assistant anglais
- 1963 : La Panthère rose : Felix Townes
- 1964 : Quatre Garçons dans le vent : le gérant du casino
- 1964 : The Runaway : Sir Roger Clements
- 1965 : Les Aventures amoureuses de Moll Flanders : le maire de Londres
- 1965 : Ces merveilleux fous volants dans leurs drôles de machines : Niven
- 1966 : Fumo di Londra : le colonel
- 1966 : The Sandwich Man : le gardien
- 1966 : Un micro dans le nez : Braithwaite
- 1967 : Fantasmes : Lord Dowdy
- 1968 : Maldonne pour un espion : Flowers
- 1968 : Sel, Poivre et Dynamite : le faux Lord
- 1969 : Gonflés à bloc : l'officiel allemand
- 1969 : La Bataille d'Angleterre : l'observateur aérien
- 1969 : Un Beatle au paradis : Sir Lionel
- 1970 : The Rise and Rise of Michael Rimmer : Mandeville

### Télévision
- 1953 : The Passing Show : Thomas Albion II et IV (1 épisode)
- 1965-1968 : Chapeau melon et bottes de cuir : Colonel Withers et le Général (2 épisodes)
- 1967 : Stiff Upper Lip
- 1968 : Mystery and Imagination : Major Manning (1 épisode)
- 1971 : Shirley's World : le colonel (1 épisode)